# Maredudd ap Rhys
Maredudd ap Rhys Gryg (* um 1220; † 27. Juli 1271 in Dryslwyn Castle) war ein Lord des walisischen Fürstentums Deheubarth aus der Dinefwr-Dynastie.

## Jugend und Konflikt mit seinem Bruder Rhys Mechyll und dessen Sohn Rhys Fychan
Maredudd ap Rhys war der jüngere Sohn von Rhys Gryg, seine Mutter war vermutlich Maud de Clare, eine Tochter von Richard de Clare, 3. Earl of Hertford, die sein Vater 1219 geheiratet hatte. Seinem Vater war im Abkommen von Aberdyfi 1216 unter der Oberherrschaft des Fürsten Llywelyn ab Iorwerth von Gwynedd die Herrschaft über den Großteil von Ystrad Tywi, dem Kernland des Fürstentums Deheubarth zugestanden worden. Nach dem Tod seines Vaters 1234 erbte Maredudd den nordöstlichen Teil von Ystrad Tywi mit Llandovery Castle, während sein älterer Halbbruder Rhys Mechyll den größeren südlichen Teil erhielt. Zwischen den beiden Brüdern kam es mehrfach zum Streit über die Aufteilung des Erbes. Nach dem Tod von Llywelyn ab Iorwerth 1240 verbündete sich Maredudd mit Gilbert Marshal, 4. Earl of Pembroke und heiratete dessen Nichte Isabel. Gilbert starb bereits 1241 ohne direkten Erben, und nach dem kinderlosen Tod seines Bruders Walter 1245 konnte Maredudd von den Ländereien der Marshals Emlyn in Dyfed erwerben. Zur Sicherung von Emlyn errichtete er die Burg Newcastle Emlyn. Im gleichen Jahr wurde im Krieg gegen Dafydd ap Llywelyn von Gwynedd seine Residenz Dryslwyn Castle erfolglos von englischen Truppen aus Carmarthen belagert. Nach dem Tod Dafydds ap Llywelyn ergab er sich zusammen mit seinem Verwandten  Maredudd ap Owain im April 1246 dem englischen König Heinrich III. und begleitete Nicholas de Moels, den Constable von Cardigan auf dessen Feldzug nach Ceredigion. Dafür erhielt er Teile der Besitzungen seines Cousins Maelgwn Fychan. 1251 verbündete sich Maredudd wie sein Neffe Rhys Fychan, der 1244 die Gebiete seines Bruders geerbt hatte, mit Owain Goch und Llywelyn ap Gruffydd, den Nachfolgern von Dafydd ap Llywelyn in Gwynedd. 1256 brach jedoch zwischen ihm und seinem Neffen ein offener Krieg aus. Rhys Fychan wurde dabei von englischen Truppen unter Stephen Bauzan unterstützt, die Maredudd aus seinen Ländereien vertrieben. Er flüchtete zu Llywelyn nach Gwynedd und begleitete ihn auf seinem Feldzug nach Perfeddwlad in Nordostwales, worauf es zu einem neuen Englisch-Walisischen Krieg kam. Llywelyn besetzte anschließend Ystrad Tywi, wo Maredudd seine Gebiete zurück und zusätzlich die Gebiete Rhys Fychans erhielt. Daraufhin führte Stephen Bauzan zusammen mit Rhys Fychan im Mai 1257 erneut eine englische Armee nach Ystrad Tywi. Rhys Fychan verriet jedoch die Engländer und wechselte die Seiten. Die in den dichten Wäldern von Ystrad Tywi führerlosen englischen Truppen erlitten in der Schlacht von Cymerau eine vernichtende Niederlage, bei der Bauzan fiel.

## Bruch mit Llywelyn ap Gruffydd
Llywelyn versuchte Rhys Fychan und Maredudd zu versöhnen und gab Rhys Fychan seine Ländereien zurück. Maredudd fühlte sich dadurch übergangen und begann seinerseits Verhandlungen mit dem englischen König. Dieser nahm ihn als seinen Vasallen an und versprach ihm die Herrschaft über ganz Ystrad Tywi einschließlich der Besitzungen seines Neffen und Teilen der Ländereien von Maredudd ap Owain in Ceredigion. König Heinrich III. hatte zwar nicht die Macht, um sein Versprechen zu halten, aber bestätigte am 18. Oktober 1257 in Westminster die Herrschaft Maredudds über ganz Ystrad Tywi.
Trotz dieses Abkommens mit den Engländern huldigte Maredudd im Frühjahr 1258 mit den anderen walisischen Herrschern Llywelyn. Die Nachricht von dieser Untreue war bald in ganz Wales bekannt, und Llywelyn unternahm zwei Feldzüge gegen Maredudd. Während des zweiten Feldzugs konnte er Maredudd gefangen nehmen. Am 28. März 1259 wurde Maredudd vor einer Versammlung der walisischen Herrscher des Verrats beschuldigt. Dies war das erste Mal, dass eine derartige Versammlung über einen anderen walisischen Herrscher richtete, und Maredudd wurde zur Kerkerhaft in Criccieth Castle verurteilt. Er kam erst 1261 unter strengen Auflagen frei, doch Maredudd hinterging Llywelyn erneut, indem er 1265 dem englischen Thronfolger Eduard huldigte. Im Vertrag von Montgomery 1267 war Maredudd neben Fürst Llywelyn selbst der einzige walisische Herrscher, der nicht Llywelyn huldigen musste, sondern direkt dem englischen König unterstand. Gegen die Zahlung von 5000 Mark erwarb Llywelyn jedoch 1270 vom englischen König auch die Oberherrschaft über Maredudds Herrschaft Ystrad Tywi.
Nach seinem Tod wurde Maredudd in der Whitland Abbey beigesetzt.

## Familie und Nachkommen
Maredudd war mit Isabel, einer illegetimen Tochter von William Marshal, 2. Earl of Pembroke verheiratet. Er hinterließ einen Sohn, Rhys ap Maredudd, der sein Erbe wurde.